# 세종교통
세종교통(世宗交通)은 세종특별자치시의 시내버스 회사이며, 본사와 차고지는 세종특별자치시 연서면 당산로 389 (봉암리 117-7)에 있다.

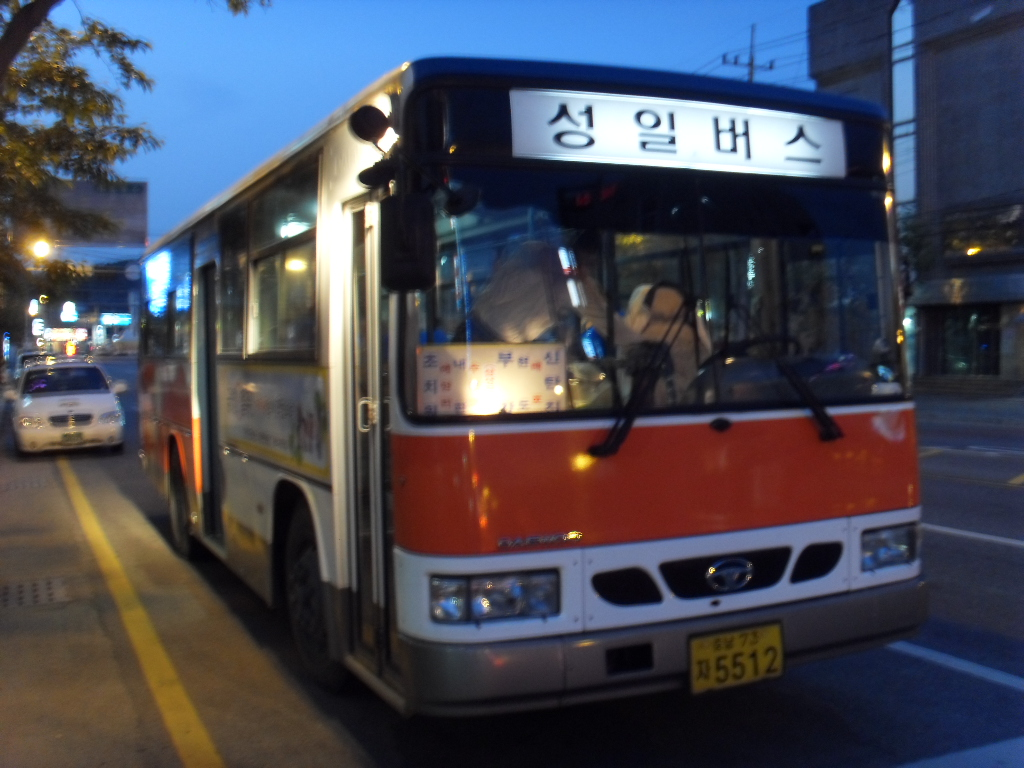
구 성일버스 당시의 차량

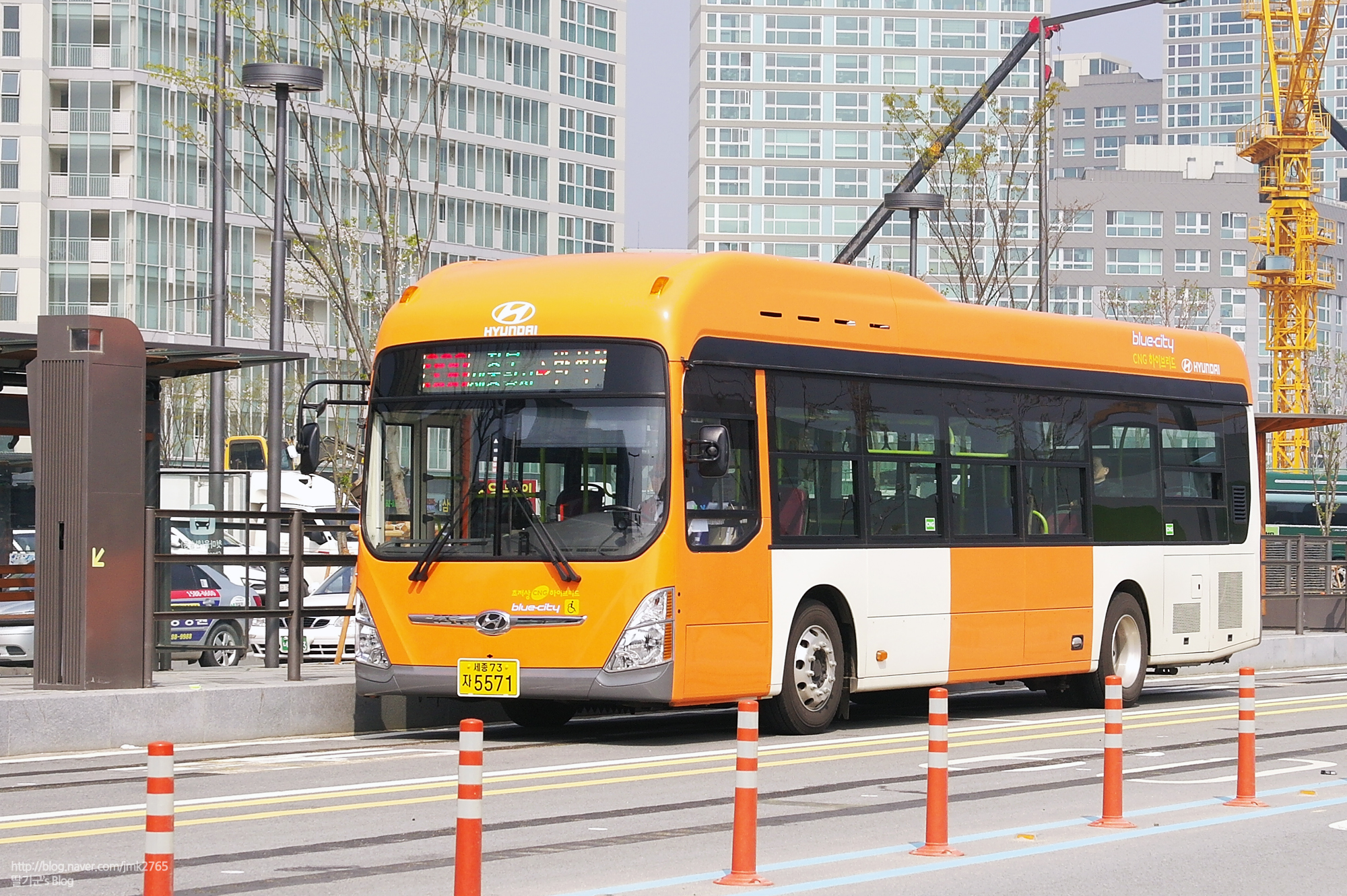
BRT 990번(세종교통 운행시절)

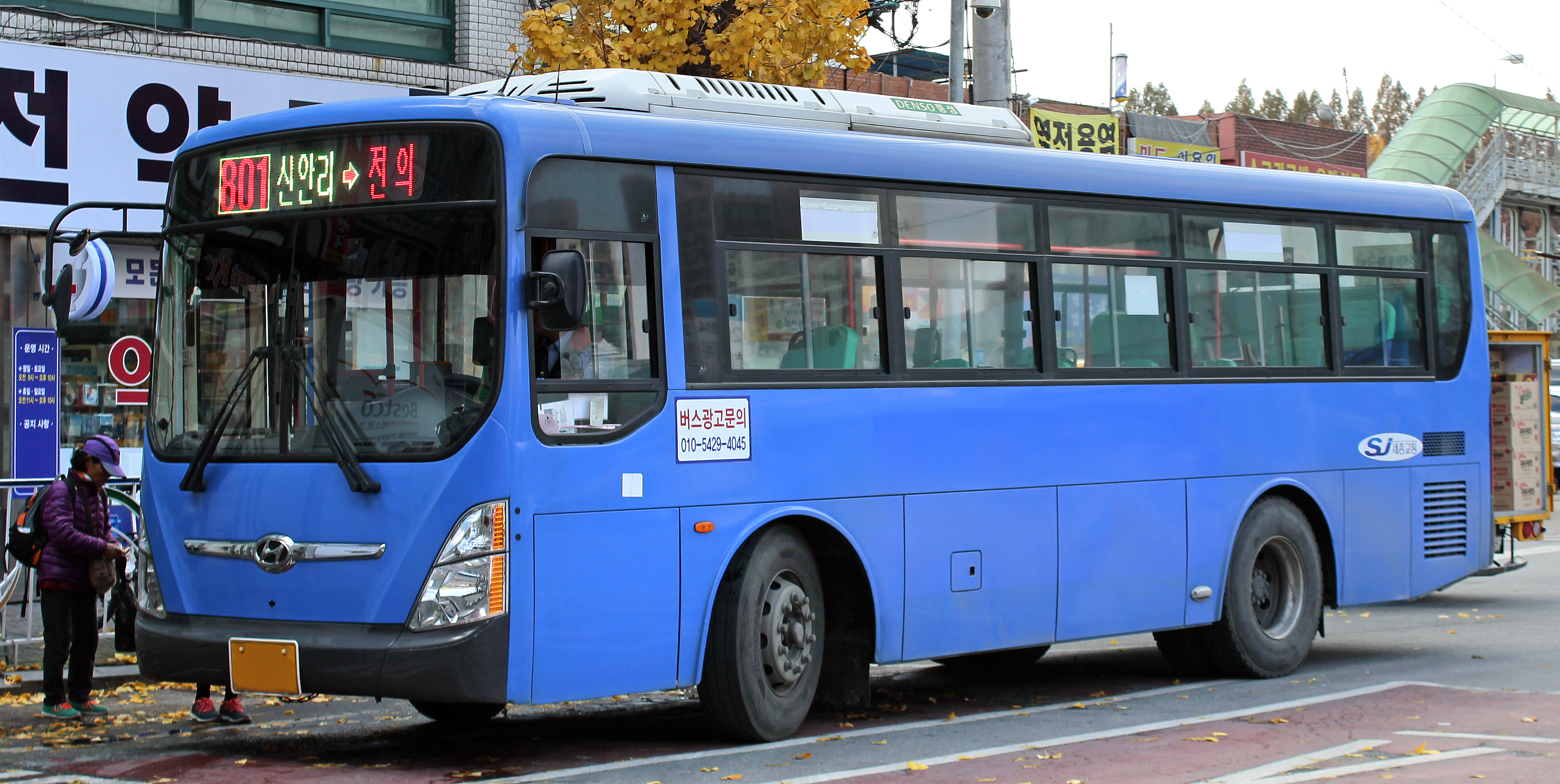
간선 801번

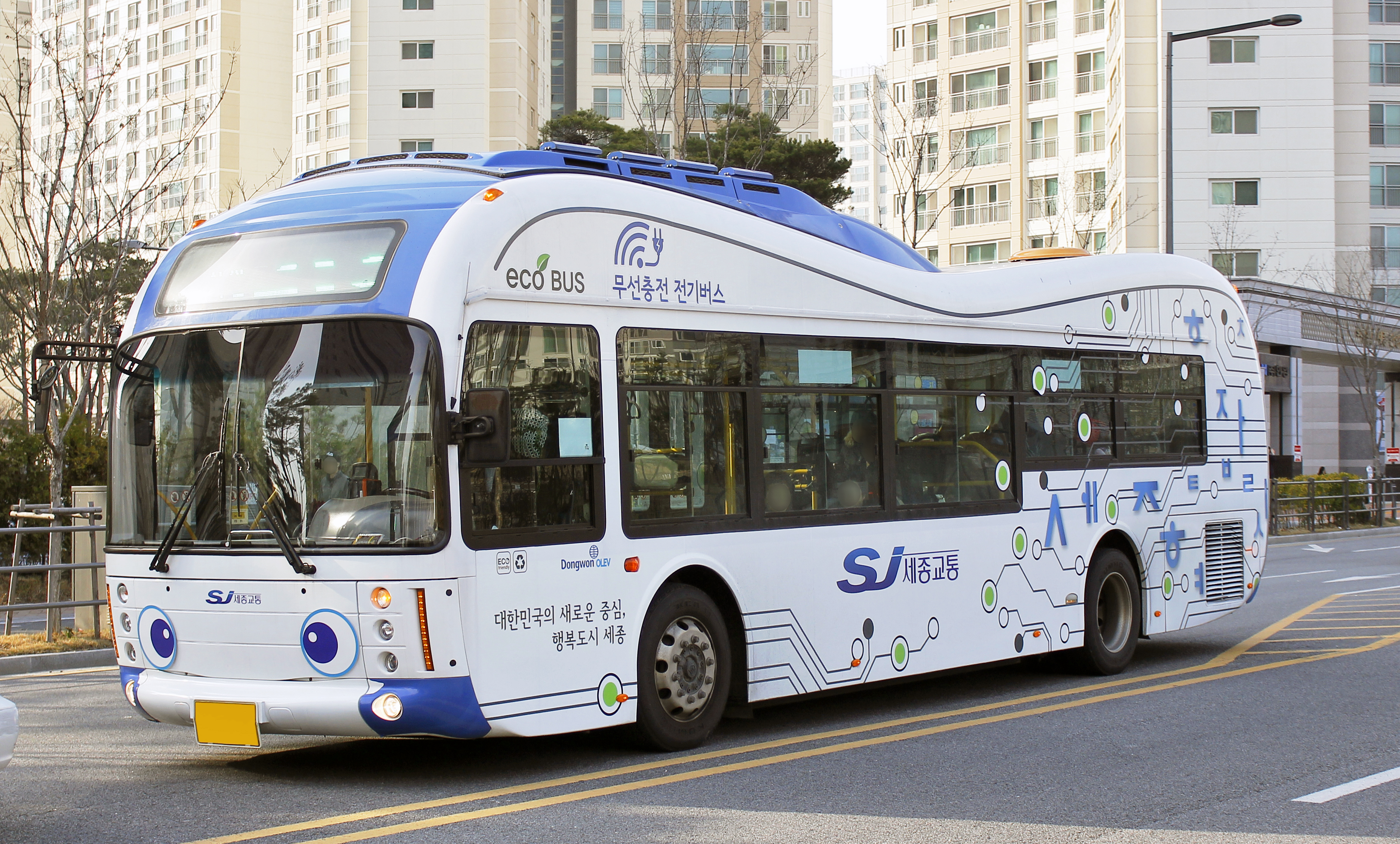
지선 213번 OLEV(현.폐선)

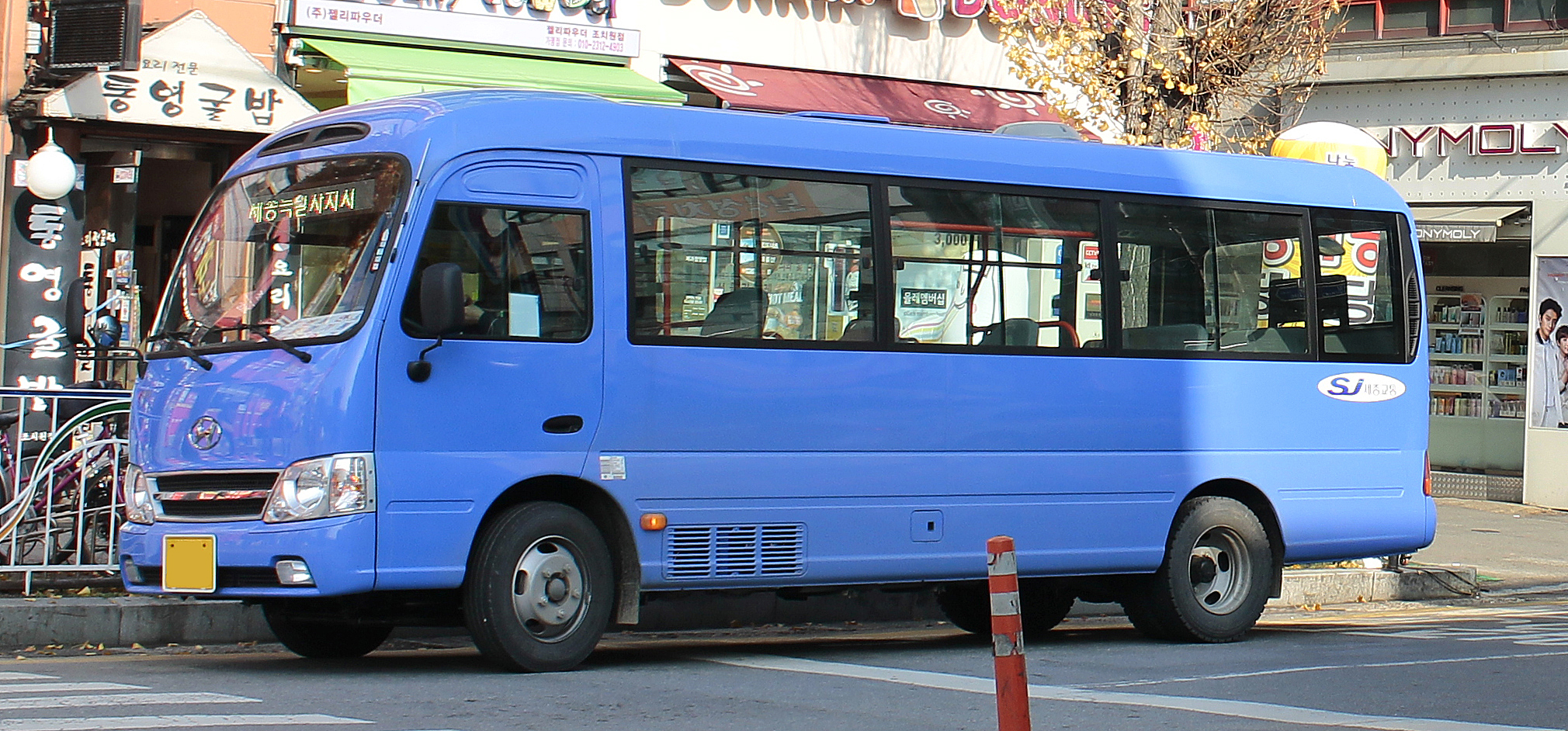
지선 260번(현.폐선)

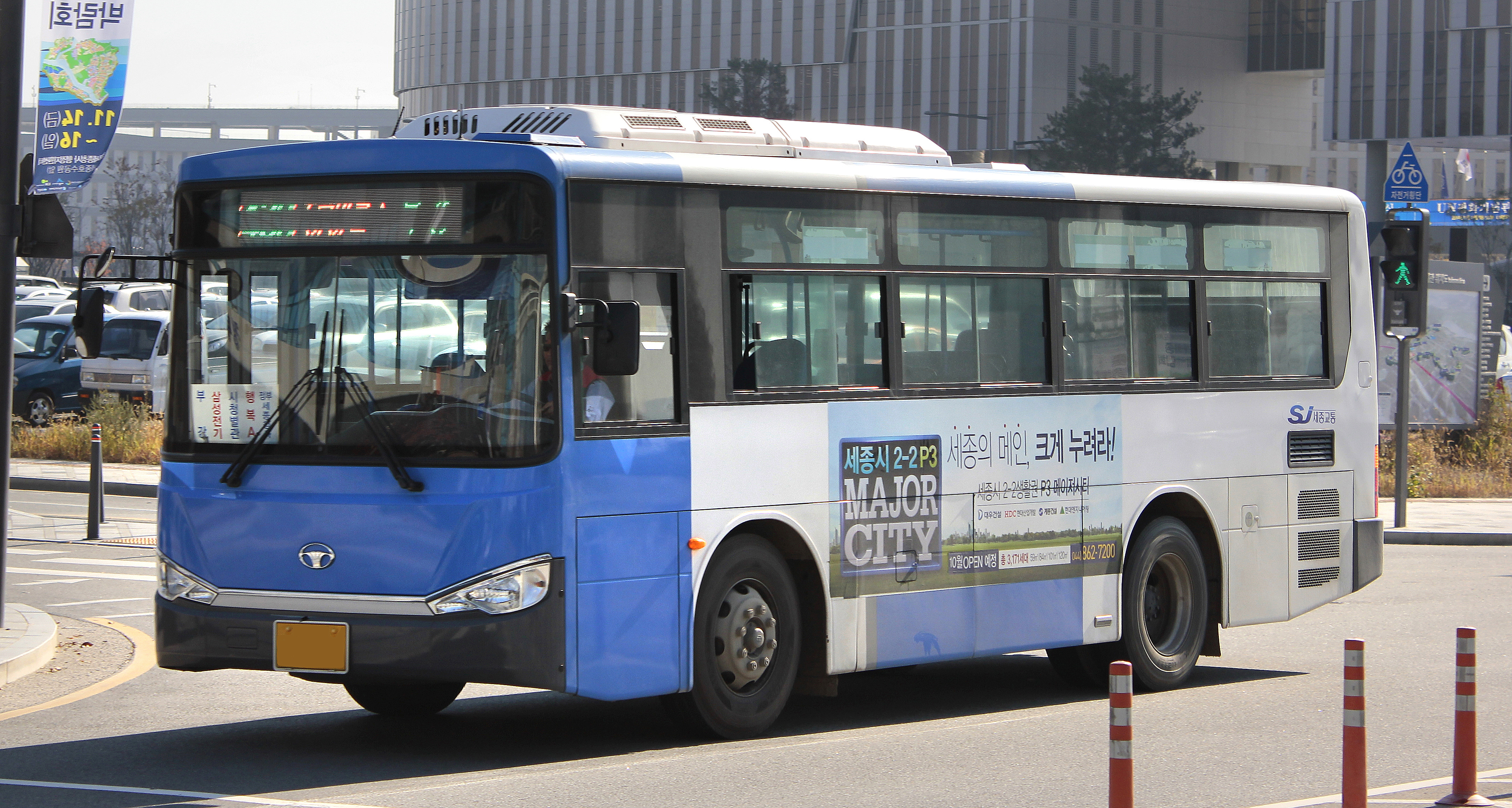
신도색 적용 차량

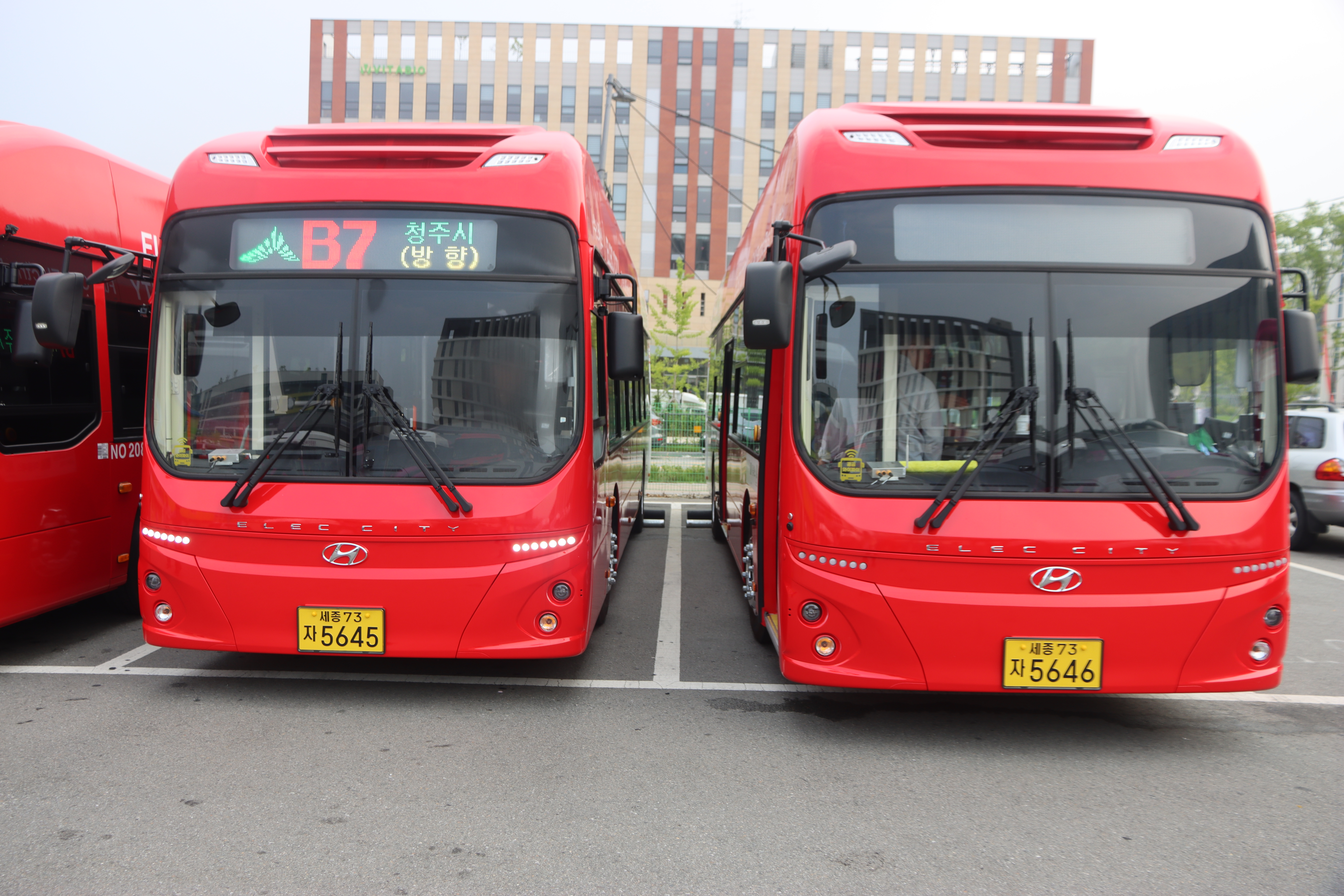
BRT B7번(앞유리 "세종시 시내버스 입니다." 부착 전)

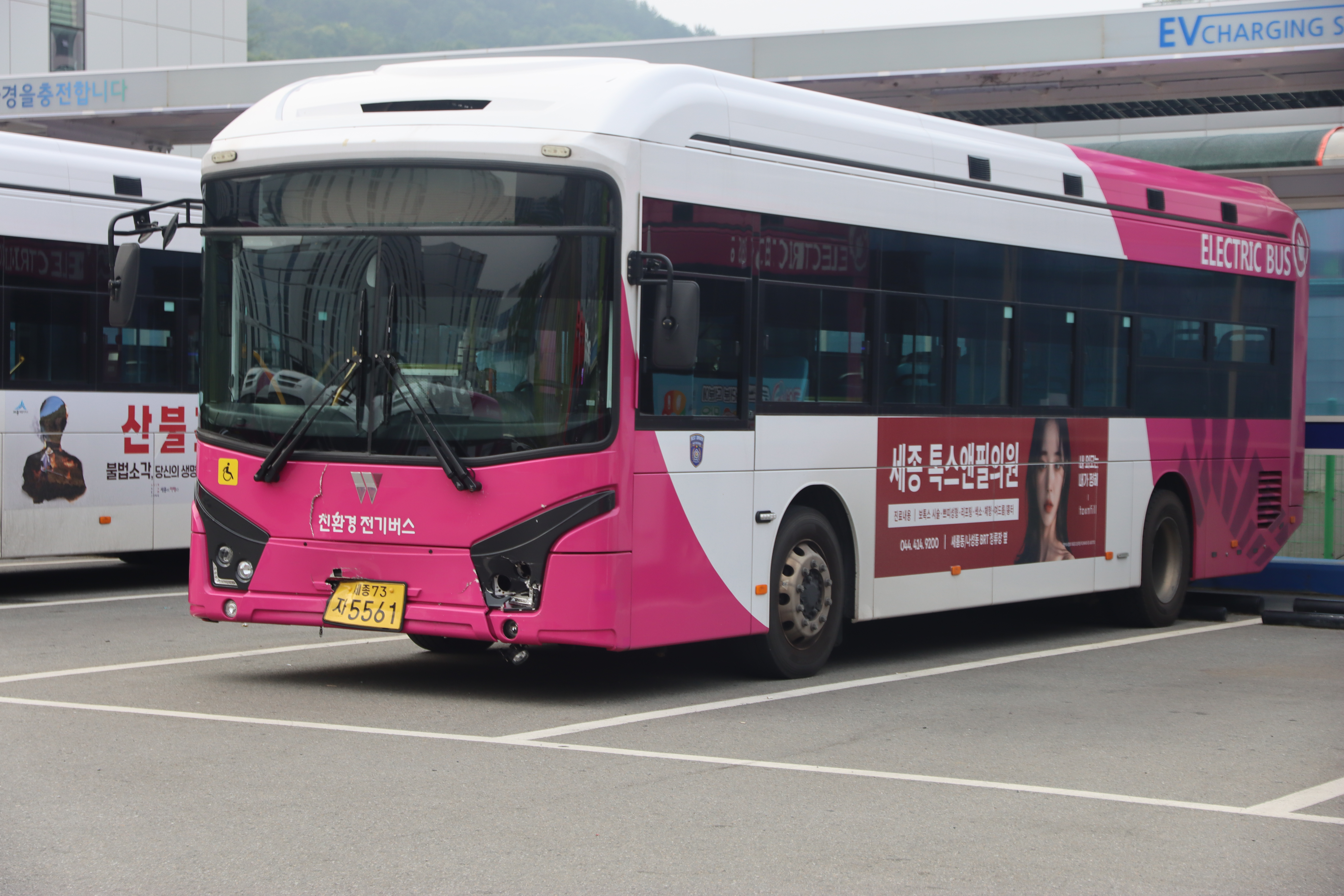
간선 601번

## 역사
- 1980년 6월 19일 삼흥여객 연기군 시내버스 영업소 대리점(현 삼흥고속) 조치원영업소(연기군시내버스)를 분사하여 설립되었으며, 1986년 7월 1일 성일버스로 사업자등록을 하였다.
- 세종시 승격에 대비하여 2010년 3월 20일에 사명을 성일버스에서 세종교통으로 변경하였으며, 시 승격 후 번호판이 변경되었다.
- 2010년 10월 1일부터 조치원공영버스터미널을 위탁 관리하게 되었다.
- 2013년에는 티머니로 교통카드를 변경하였으며, 전국 최초로 교통카드 정산시스템에 LTE 통신망이 장착되었다.

## 보유 차량

#### KGM커머셜
- 에디슨 화이버드
- 에디슨 NEW 화이버드
- 에디슨 스마트 110HG
- KGM커머셜 스마트 110G
- KGM커머셜 스마트 110
- KGM커머셜 스마트 110E

#### 자일대우버스
- 자일대우 NEW BS090
- 자일대우 NEW BS106
- 자일대우 NEW BS110

#### 현대자동차
- 현대 그린시티
- 현대 뉴 슈퍼에어로시티
- 현대 일렉시티

#### 우진산전
- 우진산전 아폴로 1100

## 운행 노선

### 급행버스
- B7번: 집현동 - 국책연구단지 - 세종시청 - 세종고속시외버스터미널 - 정부세종청사 - 한별리 - 용호동 - 다솜동 - 서현초등학교 - 청주임시고속버스터미널 - 대농지구 - 비하동 (청주시 업체 동양교통, 동일운수, 청주교통, 한성운수와 공동 배차)
- M1번: 누리동 - 해밀동.산울동 - 세종 충남대학교병원 - 가락마을20단지 - 종촌초등학교 - 다정동 행정복지센터 - 새롬동 행정복지센터 - 한솔동 - 세종고속시외버스터미널 - 반석역 - 충남대학교 - 대전교통공사 - 대전광역시청 → 정부청사역 → 정부청사광장 → 시청환승지 (세종제일운수, 대전광역시 업체 협진운수와 공동 배차)
- 991번: 국책연구단지 - KDI - 세종시청 - 세종고속시외버스터미널 - 정부세종청사 - 한별리 - 연기면 행정복지센터 - 신흥리 - 조치원역뒤편 - 고려대학교 세종캠퍼스- 홍익대학교 세종캠퍼스 - 전동 - 전의 - 소정리 - 대곡리
- 1001번: 집현동 - 국책연구단지 - KDI - 둔곡지구 - 송강마을아파트 - 현대아울렛 - 테크노밸리6단지 - 대덕고등학교 - 국립중앙과학관 - 통계센터 - 둔산2동행정복지센터 - 대전광역시청 (대전광역시 업체 동건운수와 공동 배차)

### 간선버스
- 550번: 조치원역 - 봉암리 - 연기리 - 종촌 - 장군면 - 공주정보고 - 신관동 - 공주종합버스터미널 - 옥룡동 - 공주시내버스터미널 (공주교통 500번과 공동 배차)
- 551번: 조치원역 - 고려대학교 세종캠퍼스 - 봉암리 - 연기리 - 종촌 - 장군면 - 공주정보고 - 신관동 - 공주종합버스터미널 - 옥룡동 - 공주시내버스터미널 (공주교통 502번과 공동 배차)
- 601번: 반곡동 - 국책연구단지 - 세종고속시외버스터미널 - 첫마을 - 정부세종청사 - 연기리 - 월하리 - 조치원역
- 801번: 조치원역 - 상봉리 - 전동역 - 개미고개 - 전의역 - 민석아파트

### 지선버스
- 201번: 정부세종청사남측 - 세종충남대병원 - 고운동커뮤니티센터북측 - 고운고등학교
- 202번: 정부세종청사남측 - 종촌고등학교 - 고운고등학교 - 가락마을20단지 - 인사혁신처 - 정부세종청사남측(가재마을 방향)
- 202번: 정부세종청사남측 - 범지기마을 - 두루중학교 - 고운중학교 - 정부세종청사남측(아름동 방향)
- 204번: 공정거래위원회 - 다정동 - 새롬동 - 나성동 - 세종예술고 - 공정거래위원회 (2018년 9월 15일 신설)
- 222번: 수루배마을6단지 - 반곡초,중학교 - 국책연구단지북측 - 소담동(새샘마을) - 세종고속시외버스터미널 - 어진중학교 - 도담동(도램마을) - 축산품질평가원
- 340번: 조치원공영버스터미널 - 내판 - 명학산업단지 - 국책연구단지 - 세종시청 - 세종고속시외버스터미널 (2016년 9월 22일 신설)
- 430번: 세종고속시외버스터미널 - 정부세종청사 - 한별리 - 명학산업단지 - 부강 - 문곡리
- 655번: 세종고속시외버스터미널 - 첫마을 - 용포리 - 32사단 - 외삼동 - 반석역 - 대전월드컵경기장 - 유성고속버스터미널 - 유성온천역 - 충남대학교

### 광역버스
- 1000번: 홍익대학교 세종캠퍼스 - 조치원역뒤편 - 가락마을 - 가재마을 - 첫마을(2단지) - 세종고속시외버스터미널 - 금남면 행정복지센터 - 반석역[1]
- 1003번: 바이오폴리스 - 오송역 - 조치원터미널 - 조치원역 - 욱일아파트 - 신봉초등학교 - 세종시문화예술인회관 - 가락마을 - 새뜸마을 - 반석역

## LED 행선판 설치
- 2011년부터 세종교통의 모든 시내버스에 LED 행선판이 설치되어 현재 전 차량이 모두 LED 행선판이 설치되어 있다. 또한 이와는 별개로 일부 차량 앞유리에는 "세종시 시내버스 입니다." 라는 문구가 붙어 있다.